# Macoma pseudomera
Macoma pseudomera är en musselart som beskrevs av Dall och Simpson 1901. Macoma pseudomera ingår i släktet Macoma och familjen Tellinidae. Inga underarter finns listade i Catalogue of Life.